# 倫敦郵區
倫敦郵區，於1856年建立，經歷多次重組分拆，現佔地241 sq mi（620 km2），包含 N、 NW、SW、SE、W、WC、E及EC等郵區，總面積相比起大倫敦為小（607平方英里），但比起倫敦郡大得多（117平方英里）。